# Lepidostoma bisculum
Lepidostoma bisculum är en nattsländeart som beskrevs av Weaver och Huisman 1992. Lepidostoma bisculum ingår i släktet Lepidostoma och familjen kantrörsnattsländor. Inga underarter finns listade i Catalogue of Life.